# Réseaux d'exfiltration nazis
Les réseaux d’exfiltration nazis (en anglais  ratlines) sont les filières empruntées par des nazis, des fascistes et des oustachis afin de fuir l'Europe à la fin de la Seconde Guerre mondiale. Ces filières conduisaient essentiellement vers des abris sûrs en Amérique latine, notamment en Argentine, au Brésil, au Paraguay et au Chili, mais également au Proche-Orient, principalement en Égypte et en Syrie. Les États-Unis et le Canada ont également pu figurer au nombre des destinations.
Les bénéficiaires de ces réseaux sont notamment Adolf Eichmann, Josef Mengele, Erich Priebke et Ante Pavelić.

## Synthèse

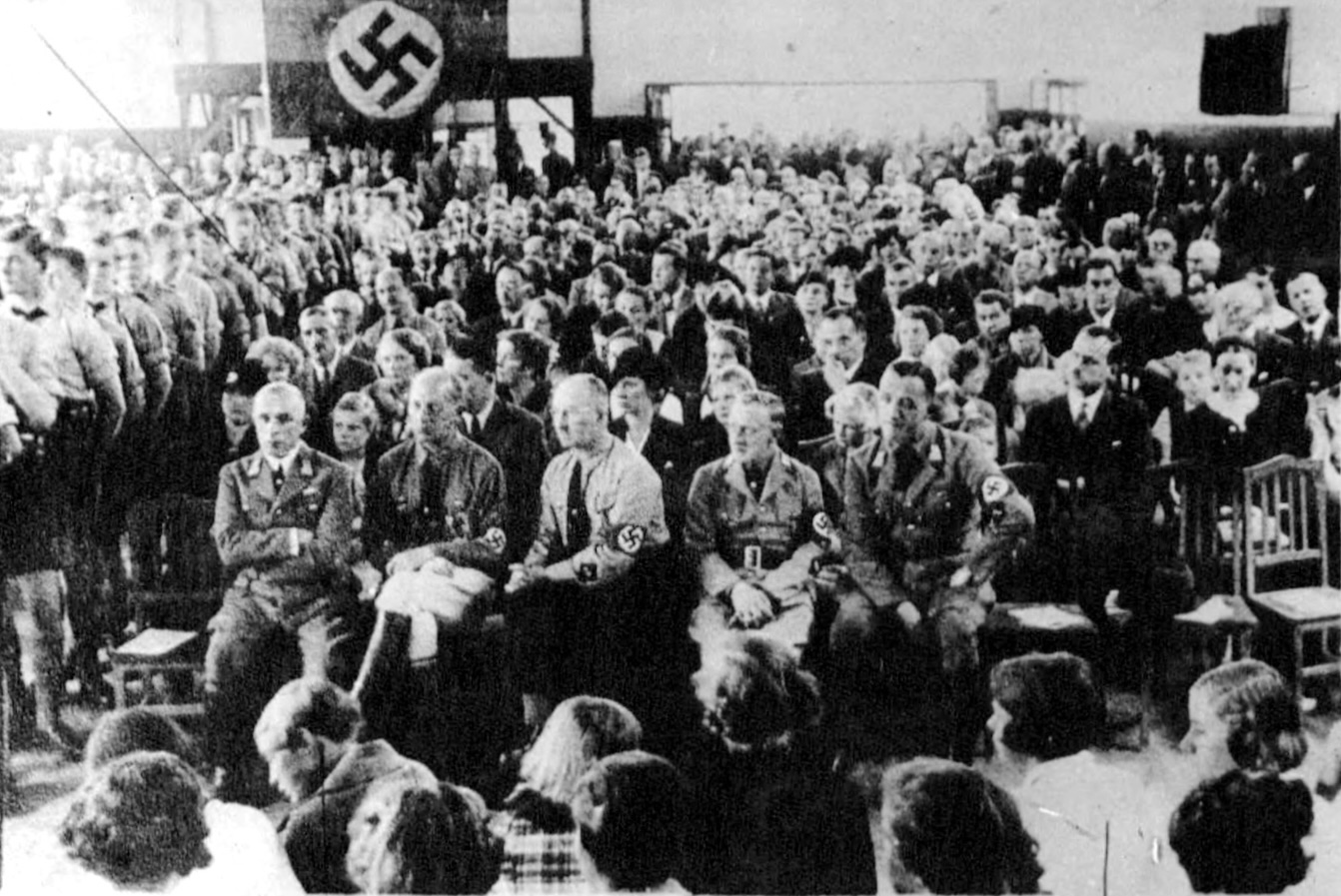
Rassemblement de nazis au Chili en 1945.

Les réseaux d'exfiltration nazis demeurent, à la fin de la Seconde Guerre mondiale, peu connus. Un télégramme diplomatique de l'ambassadeur de France en Suisse et chargé de l'Allemagne, Henri Hoppenot, en date du 17 avril 1945, indique qu'il existe déjà des « rumeurs sur les tentatives de fuite des dirigeants nazis » en Allemagne du Sud, selon lesquelles « de nombreux hydravions portant des insignes distinctifs espagnols seraient prêts au départ » et posés dans la région du lac de Constance.
Les ratlines doivent une partie de leur notoriété au thriller publié par le romancier Frederick Forsyth sous le nom de The Odessa File (Le Dossier Odessa). La réalité est à la fois plus prosaïque et plus complexe : des gouvernements et des institutions internationales ont joué un rôle plus important que les organisations secrètes.

## Filières vaticanes

### Premières exfiltrations: Alois Hudal
L’évêque catholique autrichien Alois Hudal, recteur du Collegio Teutonico di Santa Maria dell’Anima à Rome, un séminaire pour prêtres autrichiens et allemands, est le directeur spirituel des germanophones résidant en Italie. Connu pour avoir promu une synthèse entre catholicisme et national-socialisme, il est accusé par plusieurs historiens d'avoir été en réalité un agent du renseignement nazi infiltré au Saint-Siège. Après la fin de la guerre en Italie, Hudal devient actif dans le ministère des prisonniers de guerre et des internés germanophones détenus dans des camps en Italie. En décembre 1944, le secrétariat d'État du Vatican reçoit la permission de désigner un représentant pour « visiter les internés civils germanophones en Italie », tâche assignée à Hudal.

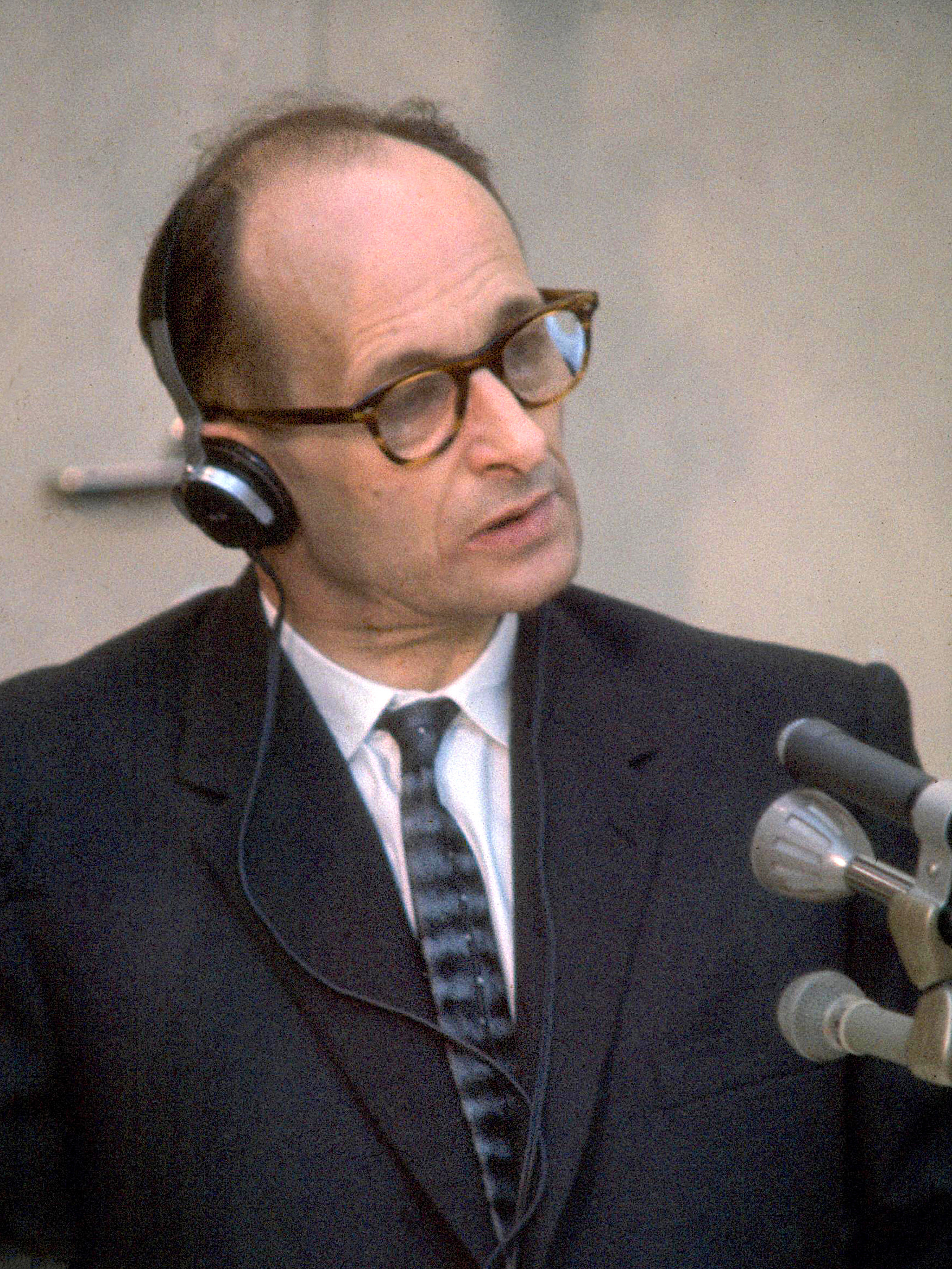
Adolf Eichmann, ici à son procès en 1961, bénéficie du réseau Hudal pour s'exfiltrer vers l'Argentine.

Hudal se sert alors de cette position pour aider des criminels de guerre nazis à s’échapper : parmi ces derniers figurent Franz Stangl, commandant de Treblinka, Gustav Wagner, commandant de Sobibor, Alois Brunner, responsable du camp d’internement de Drancy près de Paris et chargé des déportations en Slovaquie à destination des camps de concentration allemands, et Adolf Eichmann – un fait sur lequel il s’ouvrira plus tard sans manifester de remords. Certains de ces hommes recherchés sont détenus dans des camps d’internement ; dépourvus de papiers d’identité, ils sont le plus souvent enrôlés dans les registres du camp sous de faux noms. D’autres nazis se cachent en Italie et s’adressent à Hudal lorsque les communautés nazies apprennent son rôle dans l’aide aux fuyards . Dans ses mémoires, Hudal écrit au sujet de ses actions : « Je remercie Dieu qu’Il m’ait permis de visiter et de réconforter beaucoup de victimes dans leurs prisons et camps de concentration et de les avoir aidé à s’enfuir avec de faux papiers d’identité ». Il y explique aussi qu’à ses yeux, « la guerre des Alliés contre l’Allemagne n’était pas une croisade, mais la rivalité des complexes économiques pour la victoire desquels ils avaient combattu. Ce prétendu business… utilisait des slogans tels que démocratie, race, liberté religieuse et christianisme comme appâts pour les masses. Toutes ces expériences furent la raison pour laquelle je sentis qu’il était de mon devoir après 1945 d’orienter mon travail de charité essentiellement vers les anciens nazis et fascistes, et plus particulièrement vers les prétendus criminels de guerre ».

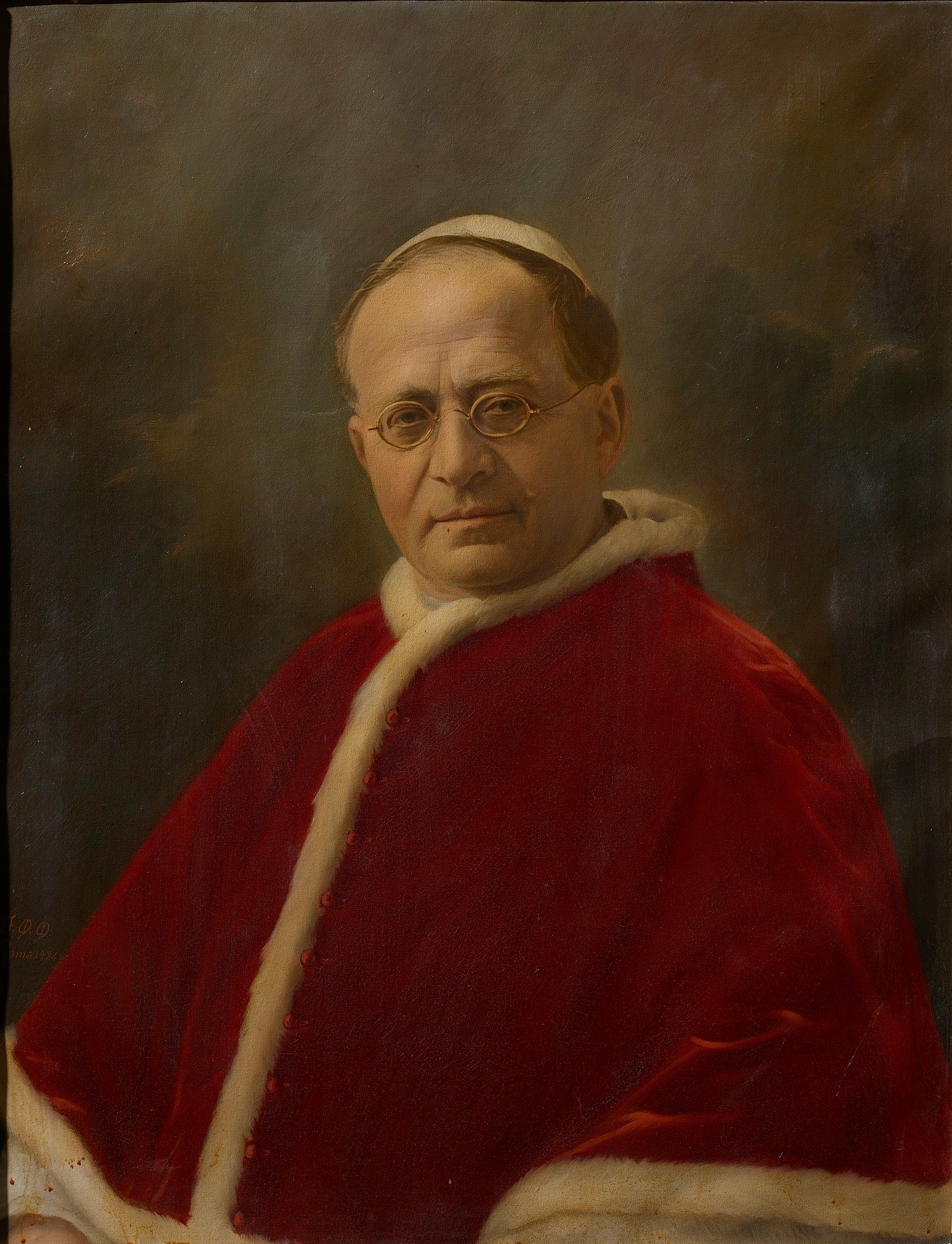
Les relations entre Alois Hudal et Pie XI puis son successeur sont mauvaises : ses positions provoquent sa mise à l'écart en 1937, année de la parution à la fois de son manifeste et de la condamnation papale du nazisme, Mit brennender Sorge.

Ces positions ne sont pas soutenues par le Vatican : son essai de 1937 son essai intitulé Les Fondements du national-socialisme, s'éloignait de  la ligne doctrinale et politique de Rome. Hudal y remettait ouvertement en question la position du pape Pie XI et d'Eugenio Pacelli, futur Pie XII, sur le national-socialisme, à savoir une condamnation culminant avec l'encyclique Mit brennender Sorge de l'idéologie du Troisième Reich. Pie XI et Eugenio Pacelli essayèrent d'inciter Hudal à changer d'opinion, puis cessèrent tout contact avec lui après l'échec de plusieurs rencontres. Dans ses mémoires posthumes, Hudal se rappelle d'ailleurs avec amertume ce qu'il estime avoir été le manque de soutien de la part du Saint-Siège dans la lutte contre le bolchévisme athée de l'Est. Il atteste avoir reçu plusieurs fois de vertes critiques contre le système nazi de la part des diplomates du Vatican sous Pie XII, au lieu du soutien espéré. De même, l'ascension de Hudal au Vatican est gelée : isolé dans son collège, il finit par démissionner en 1947 et se voit même expulsé de Rome.
D'après Mark Aarons et John Loftus, dans leur ouvrage Unholy Trinity, Hudal est le premier ecclésiastique catholique à s'être consacré à la mise en place de filières d’exfiltration. Ils affirment qu'il fournissait aux bénéficiaires de l’argent pour les aider à s’échapper et, plus encore, des faux documents incluant des papiers d’identité délivrés par l’organisation du Vatican pour les réfugiés, la Commission pontificale d'assistance.
Si ces papiers ne sont pas des passeports et ne suffisent pas à permettre un voyage outre-Atlantique, ils constituent toutefois la première étape dans la chasse aux documents officiels. Ils ont notamment pu servir à obtenir un passeport de personnes déplacées auprès de la Croix-Rouge internationale, document permettant d'obtenir par la suite des visas sans que la CRI effectue les contrôles de vraisemblance auxquels elle est théoriquement tenue. Selon les informations recueillies par Gitta Sereny auprès d’un haut responsable de la branche romaine de la CRI, Hudal utilise également sa position d'évêque pour demander à la CRI des papiers « établis selon ses spécifications ». Les sources de Gitta Sereny font également état d’un trafic de documents de la CRI volés ou falsifiés à Rome à cette époque.
Selon des rapports déclassifiés des services de renseignement américains, Hudal n'est pas le seul ecclésiastique à avoir aidé les nazis. Dans son rapport déclassifié en 1984, l’agent du Counter Intelligence Corps Vincent La Vista explique comment il s'est facilement arrangé pour que deux faux réfugiés hongrois puissent obtenir de faux documents de la CRI au moyen d’une lettre rédigée par le père Joseph Gallov, qui gérait un organisme de charité soutenu par le Vatican au profit des réfugiés hongrois, et qui ne posa aucune question pour écrire à son « contact personnel » à la Croix-Rouge, qui délivra alors les passeports.

### Filière San Girolamo
Selon Aarons et Loftus, les opérations menées à titre privé par Hudal restent limitées par rapport à ce qui suit. La principale filière d’exfiltration romaine est gérée par un petit mais influent réseau de prêtres croates membres de l’ordre franciscain, sous la direction du père Krunoslav Draganović. Ce dernier est l'organisateur d'une filière hautement sophistiquée, dont le quartier général se trouve au séminaire San Girolamo dei Croati à Rome, et qui dispose de liens à partir de l’Autriche jusqu’au point final d’embarquement à Gênes. Initialement, la filière se concentre sur l’aide aux Oustachis, le mouvement pro-nazi du dictateur croate Ante Pavelić, allié de l'Axe durant la Seconde Guerre mondiale.
Aarons et Loftus précisent que les prêtres actifs dans cette chaîne comprenaient le frère Vilim Cecelja, ancien vicaire militaire détaché auprès des Oustachis en Autriche, où beaucoup de réfugiés nazis et oustachis restaient cachés ; le frère Dragutin Kamber à San Girolamo ; le frère Dominic Mandic, dont on dit qu’il était un représentant officiel du Vatican à San Girolamo et aussi « économiste général » ou trésorier de l’ordre des Franciscains – Aarons et Loftus prétendent qu’il fit valoir cette position pour mettre la presse franciscaine à la disposition de la filière ; et Karlo Petranovic à Gênes.
Cecelja prenait contact avec ceux qui se cachaient en Autriche et les aidait à franchir la frontière italienne ; Kamber, Mandic et Draganovic leur trouvaient un logement, souvent dans le monastère lui-même, pendant qu’ils se chargeaient de réunir les papiers nécessaires ; finalement, Draganovic téléphonait à Petranovic à Gênes pour lui communiquer le nombre de couchettes nécessaires sur des bateaux en partance pour l’Amérique du Sud.
En 2003, le média Il Secolo XIX publie une enquête sur les complicités dont ont bénéficié à Gênes, au début des années 1950, des nazis dans leur fuite. Des prêtres sont accusés d'avoir aidé les criminels et le cardinal Giuseppe Siri était informé de ces protections. Le franciscain hongrois Edoardo Dömöter et le Croate Carlo Petranovic sont cités. Ce dernier utilisait « la Mercedes noire à plaques diplomatiques du Vatican. Il voyageait souvent, de nuit, entre Gênes et Rome, et revenait de nuit avec une valise diplomatique contenant les passeports offrant une nouvelle vie aux nazis en fuite » .
La filière Draganovic était connue de la communauté du renseignement et des cercles diplomatiques à Rome. Dès août 1945, les commandants alliés à Rome posaient des questions relatives à l’utilisation de San Girolamo comme abri pour les Oustachis. Un an après, un rapport du département d’État des États-Unis daté du 12 juillet 1946 donnait une liste de neuf criminels de guerre, incluant des Albanais et des Monténégrins ainsi que des Croates et d’autres encore « qui n'ont pas réellement été abrités par le Collegium Illiricum (c'est-à-dire San Girolamo dei Croati), mais qui par ailleurs jouissent du soutien et de la protection de l’Église ». En février 1947, l’agent spécial du CIC Robert Clayton Mudd rapportait que dix membres du cabinet oustachi de Pavelic vivaient soit à San Girolamo soit au Vatican même. Mudd avait infiltré un agent au sein du monastère et confirmait qu’il était « truffé de cellules de collaborateurs oustachis » gardés par des « jeunes en armes ». Mudd rapportait également :

« Il fut en outre établi que ces Croates voyagent à destination du Vatican et en reviennent plusieurs fois par semaine dans une voiture avec chauffeur dont la plaque d’immatriculation porte les initiales CD, « Corpo Diplomatico ». Le véhicule prend en charge ses passagers au Vatican et les laisse à l’intérieur du monastère de San Geronimo. En raison de son immunité diplomatique il est impossible d’arrêter cette voiture et de vérifier qui en sont ses passagers. »

Mudd concluait comme suit :

« Le soutien de Draganovic à ces Quislings croates le lie définitivement au plan du Vatican consistant à protéger ces nationalistes ex-Oustachis jusqu’à ce qu’ils soient en mesure de leur procurer des documents leur permettant d’émigrer en Amérique du Sud. Le Vatican mise sans aucun doute sur les forts sentiments anticommunistes de ces hommes et envisage de les infiltrer en Amérique du Sud par tous les moyens disponibles en vue de contrer la diffusion de la doctrine rouge. Il a par exemple été rapporté de source sûre que le Dr Vrancic est déjà parti pour l’Amérique du Sud et qu’il est prévu qu’Ante Pavelic ainsi que le Général Kren doivent partir bientôt vers la même destination en passant par l’Espagne. Il se dit que toutes ces opérations ont été négociées par Draganovic en raison de son influence au Vatican. »

L’existence de la filière de Draganovic est admise par l’historien du Vatican frère Robert Graham, qui déclara à Aarons et Loftus : « Je n’ai pas de doute que Draganovic était extrêmement actif dans l’exfiltration de ses amis oustachis croates ». Graham insiste toutefois sur le fait qu’il ne fut pas officiellement sanctionné par ses supérieurs : « Le fait qu’il soit prêtre ne signifie pas qu’il représente le Vatican. Il s’agissait de sa propre opération ».

## Filière américaine
Si au départ, les officiers des services de renseignement américains avaient plutôt été de simples observateurs de la filière Draganovic, cette situation allait changer à partir de l’été 1947. Un rapport du service de renseignement de l’armée américaine établi en 1950 et désormais rendu public, rédigé par le « IB Operating Officer » Paul Lyon du 430e CIC, relate en détail l’histoire des exfiltrations au cours des trois années précédentes. C'est ce même 430e corps du Counter Intelligence Corps (CIC), basé en Autriche, qui employa certains criminels de guerre, dont le SS flamand Robert Jan Verbelen. C'est ce dernier qui recruta un ex-officier nazi de haut rang chargé de contrefaire les sceaux provinciaux requis pour les papiers d'identité.
Selon ce rapport, à partir de ce moment les forces armées américaines elles-mêmes avaient commencé à utiliser le réseau de Draganovic pour évacuer leurs propres visiteurs. Comme le signale le rapport, il s’agissait de « visiteurs qui avaient été sous la garde du 430e CIC et subi les processus prévus par les directives et règlements applicables et dont le maintien de la résidence en Autriche constituait une menace pour la sécurité ainsi qu’une source possible d’embarras pour le Général commandant les forces américaines en Autriche, car le Commandement soviétique s’était rendu compte de leur présence dans la zone d’occupation américaine en Autriche et, dans certains cas, avait requis que ces personnes soient remises à la garde des autorités soviétiques ».
Cela signifie qu’il s’agissait en l’occurrence de criminels de guerre ou de traîtres provenant des zones occupées par l’Armée rouge – légalement, les forces américaines étaient tenues de les livrer aux Soviétiques pour être jugés. L’arrangement conclu avec Draganovic impliquait d’amener les visiteurs à Rome – « Draganovic se chargeait de toutes les phases de l’opération après que l'arrivée à Rome, telles que la fourniture de documents italiens et sud-américains, visas, timbres, arrangement pour le voyage par terre ou par mer ». Les services de renseignement américains utilisèrent ces méthodes en vue de mettre la main sur d’importants scientifiques, pour autant qu’ils n’aient pas encore été réclamés par l’Union soviétique, au profit de leurs propres centres de science militaire aux États-Unis. Beaucoup de scientifiques nazis furent employés par les États-Unis, notamment ceux récupérés au travers de l’opération Paperclip.

## En Égypte et en Syrie
Après la guerre, des milliers de nationaux-socialistes rejoignirent l'Irak, la Syrie et surtout l'Égypte entre 1948 et 1951 où ils ont mené des activités relatives à la politique et à la sécurité,.
En 1967, l’historien Kurt Tauber a décrit la situation qui était celle de l’Égypte de Nasser : «… En plus des dons de la Gestapo et de la SS, il y avait aussi un grand besoin d’autres aptitudes sur le Nil. On nous dit que d’anciennes recrues de Goebbels, initialement sous la supervision du défunt Johann von Leers, jouent un rôle important dans l’appareil de propagande antijuif et antisioniste de Nasser. À ce propos, nous entendons les noms de Werner Witschale, du Baron von Harder, de Hans Appler et de Franz Buensche. Mais un passé d’agent de la Gestapo, de la SS et des services d’espionnage n’empêche pas d’accéder à des carrières attractives au ministère égyptien de la propagande. Walter Bollmann, chef nazi des services d’espionnage en Grande-Bretagne avant la guerre, et plus tard, commandant SS, a servi dans la lutte contre la guérilla et les opérations antijuives en Ukraine ; Louis Heiden, officier SS qui fut transféré au bureau de presse égyptien durant la guerre, Franz Bartel, « vieux combattant » et officier dans la Gestapo ; Werner Birgel, officier SS de Leipzig ; Albert Thielemann, dirigeant SS en Bohème ; Erich Bunz, Major dans la SA et expert dans la question juive ; et le capitaine SS Wilhelm Boeckler, qui participa à la liquidation du Ghetto de Varsovie – sont tous réputés s’être occupés de propagande antijuive pour le compte de Nasser… »
Le cas de Johann von Leers est exemplaire à ce sujet. Membre dirigeant de la NSDAP à la fin de 1929, colonel SS, rédacteur de Der Angriff, auteur de différentes études d'anthropologie, le professeur d'université Von Leers fut l'intime collaborateur de Joseph Goebbels, lequel lui confia la direction du Nordische Welt, organe de la Société pour la préhistoire et la protohistoire germanique. Après dix-huit mois d'internement dans un Lager anglo-américain, Von Leers réussit à fuir en Argentine, où il dirigea un journal en langue allemande. À la chute de Péron, il se mit à l'abri en Égypte où il se convertit à l'islam et prit le nom de Omar Amin. Von Leers organisa au Caire l'Institut de recherche sur le sionisme, dirigea des émissions radiophoniques écoutées dans tout le monde arabe, se chargea d'une importante collection de textes islamiques destinés au public allemand et donna vie à diverses initiatives éditoriales et de propagande. En Égypte, Von Leers devint un ami proche de l’ancien Mufti de Jérusalem, Muhamad Hadj Amîn al-Husaynî.
Parmi ceux qui devinrent musulmans et qui exercèrent des fonctions d'un certain niveau dans l'État égyptien, citons : Joachim Daeumling, ex-chef de la Gestapo de Düsseldorf, qui réorganisa les forces de police en Égypte sous la responsabilité d'Otto Skorzeny ; William Boeckler (Abd el-Karîm), ex-capitaine de la Gestapo, qui assuma une charge au service d'information; l'ex-SS Wilhem Berner qui entraîna les fedayin palestiniens ; l'ex-SS-Gruppenführer A Moser (Hasan Suleymâm), qui occupa un poste d’instructeur militaire; l'ex-commandant de la garde du corps de Hitler Léopold Gleim (an-Nâsir), qui alla former les cadres des services de sécurité ; Louis Heiden (al-Hâj), ex-membre de l'Office central de sécurité du Reich, qui traduisit Mein Kampf en arabe.

## Filière argentine
Juan Peron, président de l’Argentine, déclare à propos des tribunaux de Nuremberg ayant jugé les criminels de guerre nazis : « À l’époque il se produisait à Nuremberg quelque chose que personnellement je considérais comme une honte et une malheureuse leçon pour le futur de l’humanité. J’acquis la certitude que le peuple argentin aussi considérait le procès de Nuremberg comme une honte, indigne des vainqueurs, qui se conduisaient comme s’ils n’avaient pas vaincu. Maintenant nous réalisons [que les Alliés] méritaient de perdre la guerre ».
Sur l’autre rive de l’Atlantique, les personnes exfiltrées au moyen des réseaux reçurent le plus chaleureux accueil dans l’Argentine de Juan Peron. Dans son livre de 2002, Le véritable Odessa, le journaliste d'enquête argentin Uki Goñi a utilisé de nouveaux accès aux archives du pays pour démontrer que les diplomates et officiers de renseignement argentins avaient, suivant les instructions de Peron, vivement encouragé les criminels de guerre nazis et fascistes à s’établir en Argentine. Selon Goñi, les Argentins ne se limitèrent pas à collaborer avec la filière de Draganovic, mais de leur propre initiative, ils en créèrent d’autres courants à travers la Scandinavie, la Suisse et la Belgique.
Selon Goñi, l’Argentine se compromit une première fois dans le recel de nazis en janvier 1946 lorsque l’évêque argentin Antonio Caggiano, évêque de Rosario et chef du chapitre argentin de l’Action Catholique prit l’avion avec l’évêque Agustin Barrère à destination de Rome où Caggiano devait être nommé cardinal. Alors qu’il séjournait à Rome, l’évêque argentin rencontra le Cardinal français Eugène Tisserant, à qui il transmit un message (enregistré dans les archives diplomatiques argentines) selon lequel « le gouvernement de la République d’Argentine souhaitait accueillir des Français dont l’attitude politique au cours de la dernière guerre pourrait les exposer, au cas où ils retourneraient en France, à de dures représailles et à des actes de vengeance privée ».
Hans-Ulrich Rudel ancien as pilote de la Luftwaffe, qui a émigré en Argentine en 1948, a aussi aidé les criminels nazis pour leur installation en Argentine.
Au printemps de 1946, un certain nombre de criminels de guerre français, de fascistes et d’officiels du gouvernement de Vichy s’expatrièrent d’Italie vers l’Argentine selon une même filière : le bureau romain du CRI leur fournissait des passeports; ces derniers étaient alors revêtus de visas touristiques argentins (le besoin de présenter des certificats de santé et des tickets de retour avait été abandonné grâce aux recommandations de Caggiano). Le premier cas documenté d'un Français arrivant à Buenos Aires pour fuir l'épuration à la Libération en France est celui d'Émile Dewoitine, accusé d'intelligence avec l'ennemi et d'« atteinte à la sécurité extérieure de l'État ». Il voyagea en première classe sur le navire même qui ramenait le Cardinal Caggiano en Argentine.
Peu après, selon Goñi, le recel de nazis par l’Argentine devint institutionnalisé lorsque le nouveau gouvernement de Peron désigna l’anthropologue antisémite Santiago Peralta comme Commissaire à l’immigration et le supposé ancien agent de Ribbentrop Ludwig Freude (de) comme son chef du renseignement. Goñi fait valoir que les deux hommes mirent alors en place un service de secours composé d’agents du service secret et de conseillers de l’immigration, dont beaucoup étaient eux-mêmes des criminels de guerre européens, disposant d’une citoyenneté argentine et d’un emploi dans le pays.
Parmi ceux qui ont bénéficié de ce réseau, on compte :
- Erich Priebke (arrivé en 1947)
- Josef Mengele (arrivé en 1949)
- Adolf Eichmann (arrivé en 1950)
- l'Autrichien Reinhard Spitzy
- Charles Lescat, l'éditeur de Je suis partout
- le SS Ludwig Lienhardt
- Ludwig Freude (de) et son fils Rodolfo Freude, qui devint responsable des services de renseignement de Perón lors de sa première présidence
- Klaus Barbie
- le chef des Oustachis croates Ante Pavelić
- l'ex-Premier ministre de la Yougoslavie occupée, Milan Stojadinović
- Jacques de Mahieu, qui devint un idéologue racialiste du péronisme
- le Belge Pierre Daye, qui devint l'éditeur d'un journal péroniste
- Stanko Kociper, beau-fils du Slovène Leon Rupnik.

En mars 2015, des chercheurs de l'université de Buenos Aires envisagent avoir découvert un refuge nazi en Argentine. Il s'agit de trois bâtiments en ruines avec des murs de trois mètres de large qui aurait accueilli des nazis en fuite après la Seconde Guerre mondiale. Situé dans le parc Teyu Cuaré, près de la frontière avec le Paraguay (un lieu stratégique pour pouvoir traverser le pays rapidement), on y a trouvé des pièces allemandes du début du XXe siècle et de la vaisselle germanique. Le directeur du centre d'archéologie urbaine de l'université déclare : « Apparemment, à la moitié de la Seconde Guerre mondiale, […] l'industrie aéronautique nazi a élaboré un projet secret de construction de refuges pour permettre aux plus hauts dirigeants nazis de se cacher après une défaite, dans des endroits inaccessibles, au milieu du désert, dans une montagne, près d'une falaise ou au milieu de la forêt comme ici ». Les archéologues pensent néanmoins que les nazis n'ont pas habité ce refuge, ayant observé à leur arrivée qu'ils pouvaient vivre en Argentine sans se cacher.
En 2020, un contingent de 12 000 anciens nazis en Argentine est découvert par le Centre Simon-Wiesenthal via des comptes du Crédit Suisse estimés à 35 milliards d'€, à la suite de spoliations de familles juives.

## ODESSA
L’existence des filières italiennes et argentines n’a été confirmée que relativement récemment, essentiellement à la suite de recherches effectuées dans des archives déclassifiées. Jusqu’aux travaux de Aarons et Loftus, et ceux d’Uki Goñi (2002), il était généralement admis que les ex-nazis eux-mêmes, organisés en réseaux secrets, avaient exploité seuls les filières d’évasion. La plus connue de ces filières est ODESSA (organisation d’anciens membres de la SS), fondée en 1946 selon Simon Wiesenthal, qui comprenait le SS-Obersturmbannführer Otto Skorzeny et le Sturmbannführer Alfred Naujocks et en Argentine, dit-on, Rodolfo Freude. Alois Brunner, ancien commandant du camp d’internement de Drancy près de Paris, se serait échappé vers Rome et ensuite vers la Syrie grâce à ODESSA dont le contact en pays arabe n'était autre Johann von Leers, alias Omar Amin, l'adjoint de Joseph Goebbels.
Des personnes prétendant représenter ODESSA revendiquèrent dans une note l’attentat à la voiture piégée commis le 9 juillet 1979 en France contre les chasseurs de nazis Serge et Beate Klarsfeld. Selon Paul Manning (1980), « en définitive, plus de 10 000 anciens soldats allemands gagnèrent l’Amérique du Sud en utilisant les filières mises en place par ODESSA et le Deutsche Hilfsverein… ».
Simon Wiesenthal, conseiller de Frederick Forsyth pour le roman et le scénario de The Odessa File (Le Dossier Odessa), qui porta le nom à l’attention du public, donne également le nom d’autres filières d’exfiltration nazies comme Spinne (araignée) et Sechsgestim (Constellation des Six). Wiesenthal décrit ces dernières directement après la guerre comme des cellules nazies basées en Autriche où beaucoup de nazis s’étaient retirés et avaient gagné la clandestinité. Wiesenthal affirmait que le réseau ODESSA guidait les fuyards jusqu’aux filières catholiques à Rome (bien qu’il ne mentionne que Hudal et pas Draganovic) ou par une autre route passant par la France à destination de l’Espagne franquiste.
Odessa aurait été soutenue par le réseau Gehlen Org, qui employait de nombreux anciens membres du parti nazi et était dirigé par Reinhard Gehlen, un ancien officier du renseignement militaire allemand, même si Gehlen, à l'instar de Canaris, était personnellement anti-nazi) employé après la guerre par la CIA. Le réseau Gehlen Org devint le noyau de l’agence de renseignements allemande BND, dirigée par Reinhard Gehlen depuis sa création en 1956 jusqu’en 1968. Outre le réseau Gehlen Org, la CIA organisa en parallèle et juxtaposa les réseaux Stay-behind en Allemagne. Des documents de la CIA divulgués en 2006 à la suite du 1998 Nazi War Crimes Disclosure Act démontrent que la CIA a organisé des réseaux Stay-behind d’agents allemands entre 1949 et 1955.
En 1952, l’ancien officier SS Hans Otto révéla à la police criminelle de Francfort l’existence de l’armée fasciste allemande Stay-behind BDJ-TD. Les extrémistes de droite arrêtés furent déclarés non coupables dans des circonstances mystérieuses.
Un des réseaux, Stay-behind, avait comme membres le sergent Heinrich Hoffman et le lieutenant Colonel Hans Rues, et un autre, dont le nom de code était Kibitz-15, était dirigé par le lieutenant-colonel Walter Kopp (en), un ancien officier de la Wehrmacht, décrit par ses agents traitants américains comme un « nazi non repenti ». En avril 1953, dans un mémo divulgué en 2006, le quartier général de la CIA écrivait : « la colère qui surgit actuellement en Allemagne de l'Ouest en raison de la résurgence de groupes nazis ou néo-nazis est un bon exemple – à échelle réduite – de ce à quoi nous serions confrontés ». Par conséquent, certains de ces réseaux furent démantelés. Ces documents établissaient que les ex-nazis étaient un échec complet en termes de renseignements. Selon Timothy Naftali, un historien de l’Université de Virginie qui a examiné les documents divulgués à cette époque, « les dossiers montrent à longueur de page que ces gens posaient plus de problèmes qu’ils n’en résolvaient. Les nazis non repentis agissaient pour leur propre compte et utilisaient le manque d’informations dont souffrait l’Ouest sur l’Union soviétique pour l’exploiter à leur propre profit ». Le service des archives américaines de la NARA lui-même déclara en 2002 dans un communiqué concernant le recrutement par Reinhard Gehlen d’anciens nazis que, « en dehors des problèmes moralement gênants que cela impliquait, ces recrutements ouvrirent le gouvernement de l’Allemagne de l'Ouest et, par extension, les États-Unis, à une pénétration par les services de renseignements soviétiques ».
Hans Globke, qui avait travaillé pour Adolf Eichmann au département des Affaires juives et participé à la rédaction des Lois de Nuremberg, devint le conseiller à la sécurité nationale du chancelier Konrad Adenauer dans les années 1960 et « était le lien principal avec la CIA et l’OTAN » selon le Guardian. Un mémo envoyé en mars 1958 par le BND allemand à la CIA précisait que Adolf Eichmann « semble avoir vécu en Argentine sous le nom de Clemens depuis 1952 ». La CIA ne transmit toutefois pas cette information au Mossad israélien, car elle craignait des révélations relatives à l’utilisation qu’elle avait faite d’anciens nazis à des fins de renseignement – Eichmann, qui était chargé du département des affaires juives, fut enlevé par le Mossad deux ans après. Parmi les informations qui auraient pu être révélées par Eichmann se trouvaient celles concernant Hans Globke, agent de liaison de la CIA en Allemagne. À la demande de Bonn, la CIA persuada Life magazine de détruire toute référence à Globke dans les mémoires d’Eichmann, que le périodique venait d’acheter à sa famille.

## Implication des puissances mondiales dans les filières d’exfiltration
Des accusations de collusion ou de soutien actif ont été portées contre plusieurs gouvernements au sujet des filières d’exfiltration. On a ainsi accusé les États-Unis d’avoir, par l’intermédiaire de la CIA, aidé des scientifiques et officiers nazis à gagner un refuge sûr.

### Accusations contre le Vatican
On admet que des prêtres et prélats catholiques, notamment Hudal et Draganovic, ont été activement impliqués dans l’exfiltration de criminels de guerre recherchés en utilisant le réseau des couvents et des séminaires. Ce qui fait l’objet de débats est la question de savoir dans quelle mesure leurs actions ont été sanctionnées par leurs supérieurs hiérarchiques au sein de l’Église catholique.
En tant que visiteur apostolique aux Croates emprisonnés, Draganovic dépendait hiérarchiquement de l’évêque Giovanni Battista Montini, à l’époque chargé des affaires extraordinaires au Secrétariat d’État du Vatican et qui allait plus tard accéder à la papauté sous le nom de Paul VI. Certains témoignages laissant entendre que Montini aurait connu et approuvé les actions de Draganovic ont récemment émergé dans un tribunal de San Francisco, où un recours groupé de survivants de la Shoah contre la Banque du Vatican est toujours en cours (mai 2007). Un des témoins dans cette affaire est William Gowen, un ancien agent de renseignements de l’armée américaine basé à Rome au lendemain de la guerre et chargé d’enquêter sur la filière Draganovic. Son témoignage n’a pas été publié officiellement, mais une copie en a été obtenue par le journal israélien Haaretz, qui a publié en janvier 2006 un article accusant Montini :

« J’ai enquêté personnellement sur Draganovic qui m’a dit qu’il faisait rapport à Montini, a souligné Gowen. Ce dernier a rapporté qu’à un certain moment, Montini apprit, apparemment du chef de l’antenne de l’OSS à Rome, James Angleton, qui entretenait des relations avec Montini et le Vatican, sur les recherches menées par Gowen. Montini se plaignit de Gowen à ses supérieurs et l’accusa d’avoir violé l’immunité vaticane en étant entré dans des bâtiments appartenant à l’Église, comme le collège croate, et d’y avoir enquêté. Le but de cette plainte était de gêner l’enquête. Dans son témoignage, Gowen déclara également que Draganovic aida les Oustachis à blanchir les trésors volés avec l’aide de la Banque du Vatican : cet argent fut utilisé pour supporter financièrement ses activités religieuses, mais également pour fournir des fonds en vue de l’exfiltration des chefs Oustachis à travers la filière. »

Mais d'autres enquêteurs et historiens sont d'un avis inverse. Ainsi la CEANA, commission d'enquête historique sur les activités du nazisme en Argentine, conclut au contraire que les dignitaires du Vatican n'ont jamais encouragé ces exfiltrations. Elle a d'ailleurs produit une lettre de Montini se montrant scandalisé par la suggestion de l'évêque Hudal d'accorder refuge aux SS ou anciens de la Wehrmacht. Selon ces travaux, l'Église catholique aurait simplement été, comme la Croix-Rouge, tellement submergée par les flux massifs de réfugiés qu'elle n'aurait pu procéder qu'à des enquêtes sommaires, aisément contournées par les anciens dignitaires nazis. De nombreux espions soviétiques auraient d'ailleurs profité de la même « filière », toujours à l'insu des organisations de secours.

## Liste de nazis qui s’échappèrent au moyen de filières
De célèbres criminels de guerre nazis tels que Adolf Eichmann, Josef Mengele, Erich Priebke, Aribert Heim, Alois Brunner, Ante Pavelić « utilisant des papiers dont on dit qu’ils furent fournis par le Vatican et déguisés en prêtres », trouvèrent refuge en Amérique latine et au Moyen-Orient.
On peut également citer :
- Andrija Artuković, réfugié aux États-Unis; arrêté en 1984 et extradé vers la Yougoslavie, où il est mort en 1988 de causes naturelles.
- Alois Brunner a fui en Syrie en 1954 ; mort vers 2001.
- Herberts Cukurs a fui au Brésil en 1945, assassiné par le Mossad en Uruguay en 1965.
- Léon Degrelle s'est enfui en Espagne en 1945, sous la protection du régime franquiste, où il est mort en 1994.
- Aarne Kauhanen a fui au Venezuela en 1945 ; arrêté en 1947 ; mort dans des circonstances mystérieuses en 1949.
- Sándor Képíró, réfugié en Argentine, est retourné en Hongrie en 1996. Il a été jugé pour crimes de guerre à Budapest en février 2011, avant sa mort en septembre.
- Walter Rauff s’est enfui au Chili ; jamais capturé ; mort en 1984.
- Eduard Roschmann s’est enfui en Argentine en 1948 puis au Paraguay pour éviter l’extradition et y est mort en 1977
- Hans-Ulrich Rudel a fui en Argentine en 1948 et a lancé le « Kameradenwerk », une organisation de secours pour les criminels nazis en fuite.
- Dinko Šakić s’est enfui en Argentine en 1947. Arrêté en 1998 et extradé vers la Croatie, il a été jugé et reconnu coupable de crimes de guerre et de crimes contre l’humanité, avec une peine de 20 ans d’emprisonnement. Il est mort en 2008.
- Otto Skorzeny s’est échappé d’un camp d’internement en 1948 et s’est enfui en Espagne en 1950 puis en Égypte et a servi comme conseiller militaire de Gamal Abdel Nasser ; a voyagé entre l’Espagne et l’Argentine en tant que conseiller de Juan Perón ; mort en Espagne en 1975.
- Boris Smyslovsky a fui le Liechtenstein vers l'Argentine en 1948 avec la Première Armée nationale russe. Il est retourné au Liechtenstein en 1966 et est mort de causes naturelles en 1988.
- Franz Stangl a fui au Brésil en 1951. Arrêté en 1967 et extradé vers l’Allemagne de l’Ouest, il est mort en 1971 d’une insuffisance cardiaque.
- Gustav Wagner s’est enfui au Brésil en 1950. Arrêté en 1978, il s’est suicidé en 1980.
- Ludolf-Hermann von Alvensleben a fui en Argentine avec sa famille dès 1946. Un mandat d'arrêt international est émis à son encontre en 1964. Il meurt 6 années plus tard, libre.

## Dans la culture

### Romans
- Régine Deforges, Noir Tango, 1991
- Frederick Forsyth, Le Dossier Odessa, 1972
- William Goldman, Marathon Man, 1974
- Philip Kerr, La Mort, entre autres, 2006
- Philip Kerr, Une douce flamme, 2008
- Stuart Neville, Ratlines, éditions Rivages, coll. « Thrillers », 2015, 400 p.  (ISBN 978-2-7436-3165-9) ; rééd. Rivages/Noir no 1020, 2016
- George Steiner, Le Transport de A. H., 1981

### Cinéma
Les réseaux d'exfiltration d'anciens nazis sont au cœur du scénario du film parodique français OSS 117 : Rio ne répond plus, sorti en 2009.

### Chanson
Le compositeur français Serge Gainsbourg, lui-même juif qui vécut sous l'occupation en France, composa en 1975 une chanson intitulée SS in Uruguay.